# Omicidio per un dirottamento
Omicidio per un dirottamento (This Is a Hijack) è un film del 1973 diretto da Barry Pollack.
È un film drammatico a sfondo thriller statunitense con Adam Roarke e Lynn Borden

## Produzione
Il film, diretto da Barry Pollack, fu prodotto da Paul Lewis per la Southstreet Productions. Il titolo di lavorazione fu  Sky Heist.

## Distribuzione
Il film fu distribuito con il titolo This Is a Hijack negli Stati Uniti nel giugno 1973 al cinema dalla The Fanfare Corporation.
Altre distribuzioni:
- in Germania Ovest il 2 maggio 1975 (Terror über den Wolken)
- in Danimarca il 12 dicembre 1975 (SOS Airport)
- in Australia (Airport SOS Hijack)
- in Finlandia (SOS - tämä on kaappaus)
- in Grecia (Panikos stous ouranous)
- in Italia (Omicidio per un dirottamento)

## Promozione
Le tagline sono:
- Stay in Your Seats And Don't Anyone Move...
- It's Timely...The Thrill Story of Terror in the Skies!
- A Terror Story Of Our Times (edizione home video)